# Amanvi
Amanvi est une localité du nord-est de la Côte d'Ivoire, et appartenant au département de Tanda, région du Gontougo. La localité d'Amanvi est un chef-lieu de commune.